# ماريانو اجناسيو برادو
ماريانو اجناسيو برادو (بالإسبانية: Mariano Ignacio Prado) (و. 1826 – 1901 م) هو سياسي، وضابط من بيرو .